# Грін Тауншип (округ Клінтон, Пенсільванія)
Грін Тауншип (англ. Greene Township) — селище (англ. township) в США, в окрузі Клінтон штату Пенсільванія. Населення — 1763 особи (2020).

## Демографія
Згідно з переписом 2010 року, у селищі мешкало 1695 осіб у 532 домогосподарствах у складі 435 родин. Було 724 помешкання
Расовий склад населення:
| - 98,1 % — білих - 0,2 % — азіатів - 0,1 % — чорних або афроамериканців |

До двох чи більше рас належало 0,8 %. Частка іспаномовних становила 1,7 % від усіх жителів.
За віковим діапазоном населення розподілялося таким чином: 34,3 % — особи молодші 18 років, 53,7 % — особи у віці 18—64 років, 12,0 % — особи у віці 65 років та старші. Медіана віку мешканця становила 32,8 року. На 100 осіб жіночої статі у селищі припадало 111,6 чоловіків;  на 100 жінок у віці від 18 років та старших — 111,0 чоловіків також старших 18 років.
Середній дохід на одне домашнє господарство  становив 63 549 доларів США (медіана — 56 154), а середній дохід на одну сім'ю — 64 606 доларів (медіана — 58 214). Медіана доходів становила 42 457 доларів для чоловіків та 28 833 долари для жінок. За межею бідності перебувало 14,7 % осіб, у тому числі 22,3 % дітей у віці до 18 років та 10,3 % осіб у віці 65 років та старших.
Цивільне працевлаштоване населення становило 786 осіб. Основні галузі зайнятості: виробництво — 16,3 %, освіта, охорона здоров'я та соціальна допомога — 16,2 %, будівництво — 13,9 %, сільське господарство, лісництво, риболовля — 11,8 %.